# Georges Demanche
Pour les articles homonymes, voir Demanche.
Georges Jules Demanche (né le 12 juin 1870 à Meudon et mort le 3 février 1941 à Versailles) est un peintre français. 

## Biographie
Fils d'Adrien-Léon Demanche et de Blanche Jardin, il s'est marié le 12 juin 1899 avec Marie-Geneviève Dancongnée (née à Chaville en 1876 et décédée en 1941 à Versailles) et a eu 4 enfants, Yves, Solange (l’arrière grand mère de en:Fabrice Houdart), Louis et Christian. Il habitait 28 rue de l'Orangerie, à Versailles. Outre la peinture, c'était un grand amateur et joueur de violoncelle. 
Il est inscrit au répertoire des donateurs du Musée du Louvre. En effet, il a donné en 1920 au Cabinet des Dessins, vingt-trois dessins d'Alphonse Périn puis, en 1934 au Département des Peintures, un tableau d'Alphonse Périn intitulé "Ruines" (dépôt au Musée Saint-Denis de Reims).
Il ne reste de lui aujourd'hui qu'une quinzaine de toiles, le reste de son œuvre ayant brûlé lors d'un incendie.

## Œuvres

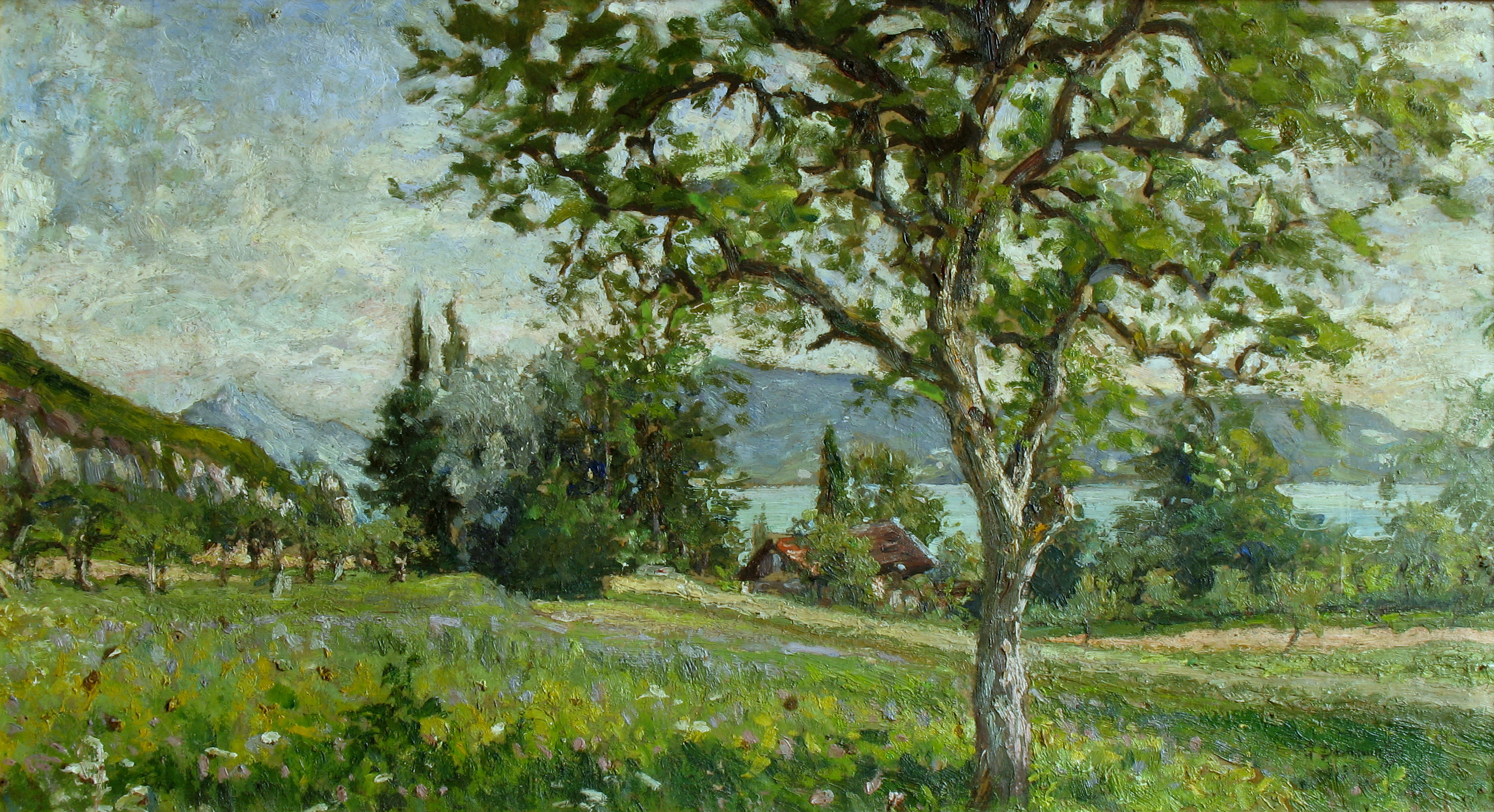
Une toile de Georges Demanche

- Il a peint plusieurs toiles du Lac d'Annecy

## Détail
Georges Jules Demanche n'était pas écrivain et n'est pas l'auteur du livre sur les trois soldats de Napoléon "Les Trois Demanche". Il s'agit d'un cousin très éloigné Louis Henri Georges Demanche (1855- ?)